# Lieja-Bastogne-Lieja femenina de 2025
La Lieja-Bastogne-Lieja femenina de 2025 (oficialment Liège-Bastogne-Liège féminin 2025) fou la 9a edició de la cursa ciclista Lieja-Bastogne-Lieja femenina i el quart i darrer dels monuments del ciclisme femenins de la temporada 2025. Es disputà el 27 d'abril de 2025 sobre un recorregut de 152,9 quilòmetres i tancà el cicle de les clàssiques de les Ardenes. Fou el 14è esdeveniment de l'UCI Women's WorldTour 2025.
Kimberley Le Court (AG Insurance - Soudal Team) en fou la vencedora després de superar Puck Pieterse (Fenix-Deceuninck), Demi Vollering (FDJ-Suez) i Cédrine Kerbaol (EF Education-Oatly) a l'esprint final. D'aquesta manera, la mauriciana esdevingué la primera persona d'Àfrica en guanyar un monument ciclista.

## Equips
Vint-i-quatre equips participaren a la cursa, 14 dels quals foren tots els WorldTeam, 7 eren ProTeam i els altres 3 eren de categoria continental.
| UCI Women's WorldTeams (14)- FDJ-Suez - Lidl-Trek - Movistar Team - Canyon//SRAM zondacrypto - Team Picnic PostNL - Team Visma \| Lease a Bike - Team SD Worx-Protime - UAE Team ADQ - AG Insurance-Soudal Team - Fenix-Deceuninck - Ceratizit Pro Cycling Team - Liv AlUla Jayco - Roland - Uno-X Mobility UCI Women's ProTeams (7)- VolkerWessels Women's Pro Cycling Team - EF Education-Oatly - 2025 Winspace Orange - Arkéa-B&B Hotels Women - Cofidis Women Team - Laboral Kutxa-Fundación Euskadi - St Michel-Preference Home-Auber93 UCI Women's continental teams (3)- DD Group Pro Cycling - 2025 Lotto L - Team Coop-Repsol |
| |

## Classificació final
| \| Classificació general \| Classificació general \| Classificació general \| Classificació general \| Classificació general \| \| Ciclista \| Ciclista \| Equip \| Temps \| \| \| --------------------- \| --------------------- \| ------------------------ \| --------------------- \| --------------------- \| \| 1r \| Kimberley Le Court \| AG Insurance-Soudal Team \| 4h 15' 42" \| \| \| 2n \| Puck Pieterse \| Fenix-Deceuninck \| + 0" \| \| \| 3r \| Demi Vollering \| FDJ-Suez \| + 0" \| \| \| 4t \| Cédrine Kerbaol \| EF Education-Oatly \| + 0" \| \| \| 5è \| Lotte Kopecky \| SD Worx-Protime \| + 24" \| \| \| 6è \| Marlen Reusser \| Movistar Team \| + 24" \| \| \| 7è \| Niamh Fisher-Black \| Lidl-Trek \| + 24" \| \| \| 8è \| Monica Trinca Colonel \| Liv AlUla Jayco \| + 24" \| \| \| 9è \| Katarzyna Niewiadoma \| Canyon//SRAM zondacrypto \| + 24" \| \| \| 10è \| Yara Kastelijn \| Fenix-Deceuninck \| + 24" \| \| |                       |                          |            |
| |                       |                          |            |
| Font: ProCyclingStats |                       |                          |            |
| Classificació general |                       |                          |            |
| Ciclista | Ciclista              | Equip                    | Temps      |
| 1r | Kimberley Le Court    | AG Insurance-Soudal Team | 4h 15' 42" |
| 2n | Puck Pieterse         | Fenix-Deceuninck         | + 0"       |
| 3r | Demi Vollering        | FDJ-Suez                 | + 0"       |
| 4t | Cédrine Kerbaol       | EF Education-Oatly       | + 0"       |
| 5è | Lotte Kopecky         | SD Worx-Protime          | + 24"      |
| 6è | Marlen Reusser        | Movistar Team            | + 24"      |
| 7è | Niamh Fisher-Black    | Lidl-Trek                | + 24"      |
| 8è | Monica Trinca Colonel | Liv AlUla Jayco          | + 24"      |
| 9è | Katarzyna Niewiadoma  | Canyon//SRAM zondacrypto | + 24"      |
| 10è | Yara Kastelijn        | Fenix-Deceuninck         | + 24"      |

## Participants
| FDJ-Suez TFS | FDJ-Suez TFS                 | FDJ-Suez TFS |
| ------------ | ---------------------------- | ------------ |
| Núm          | Ciclista                     | Pos          |
| 1            | Demi Vollering (NED)         | 3r           |
| 2            | Elise Chabbey (SUI)          | 15è          |
| 3            | Léa Curinier (FRA)           | 51è          |
| 4            | Juliette Labous (FRA) (ruta) | 19è          |
| 5            | Évita Muzic (FRA)            | 16è          |
| 6            | Églantine Rayer (FRA)        | 70è          |

| UAE Team ADQ UAD | UAE Team ADQ UAD                  | UAE Team ADQ UAD |
| ---------------- | --------------------------------- | ---------------- |
| Núm              | Ciclista                          | Pos              |
| 11               | Elisa Longo Borghini (ITA) (ruta) | 48è              |
| 12               | Brodie Chapman (AUS)              | DNF              |
| 13               | Erica Magnaldi (ITA)              | 18è              |
| 14               | Silvia Persico (ITA)              | DNF              |
| 15               | Maëva Squiban (FRA)               | 49è              |
| 16               | Greta Marturano (ITA)             | 52è              |

| Canyon//SRAM zondacrypto CSZ | Canyon//SRAM zondacrypto CSZ | Canyon//SRAM zondacrypto CSZ |
| ---------------------------- | ---------------------------- | ---------------------------- |
| Núm                          | Ciclista                     | Pos                          |
| 21                           | Katarzyna Niewiadoma (POL)   | 9è                           |
| 22                           | Chloé Dygert (USA)           | NP                           |
| 23                           | Cecilie Uttrup Ludwig (DEN)  | 41è                          |
| 24                           | Antonia Niedermaier (GER)    | 14è                          |
| 25                           | Soraya Paladin (ITA)         | 66è                          |
| 26                           | Alice Towers (GBR)           | 91è                          |

| SD Worx-Protime SDW | SD Worx-Protime SDW        | SD Worx-Protime SDW |
| ------------------- | -------------------------- | ------------------- |
| Núm                 | Ciclista                   | Pos                 |
| 31                  | Lotte Kopecky (BEL) (ruta) | 5è                  |
| 32                  | Mischa Bredewold (NED)     | 46è                 |
| 33                  | Femke Gerritse (NED)       | 47è                 |
| 34                  | Steffi Häberlin (SUI)      | 26è                 |
| 35                  | Mikayla Harvey (NZL)       | 84è                 |
| 36                  | Anna van der Breggen (NED) | 11è                 |

| EF Education-Oatly EFC | EF Education-Oatly EFC        | EF Education-Oatly EFC |
| ---------------------- | ----------------------------- | ---------------------- |
| Núm                    | Ciclista                      | Pos                    |
| 41                     | Cédrine Kerbaol (FRA)         | 4t                     |
| 42                     | Nina Berton (LUX)             | DNF                    |
| 43                     | Henrietta Christie (NZL)      | DNF                    |
| 44                     | Kristen Faulkner (USA) (ruta) | 25è                    |
| 45                     | Magdeleine Vallieres (CAN)    | 65è                    |

| Team Visma \| Lease a Bike TVL | Team Visma \| Lease a Bike TVL | Team Visma \| Lease a Bike TVL |
| ------------------------------ | ------------------------------ | ------------------------------ |
| Núm                            | Ciclista                       | Pos                            |
| 51                             | Pauline Ferrand-Prévot (FRA)   | 12è                            |
| 52                             | Marion Bunel (FRA)             | 22è                            |
| 53                             | Viktória Chladoňová (SVK)      | 50è                            |
| 54                             | Femke de Vries (NED)           | 31è                            |
| 55                             | Mijntje Geurts (NED)           | 88è                            |
| 56                             | Maud Oudeman (NED)             | 81è                            |

| Lidl-Trek LTK | Lidl-Trek LTK            | Lidl-Trek LTK |
| ------------- | ------------------------ | ------------- |
| Núm           | Ciclista                 | Pos           |
| 61            | Niamh Fisher-Black (NZL) | 7è            |
| 62            | Lizzie Deignan (GBR)     | DNF           |
| 63            | Riejanne Markus (NED)    | 36è           |
| 64            | Amanda Spratt (AUS)      | 17è           |
| 65            | Shirin van Anrooij (NED) | 79è           |
| 66            | Ellen van Dijk (NED)     | 32è           |

| Fenix-Deceuninck FDC | Fenix-Deceuninck FDC             | Fenix-Deceuninck FDC |
| -------------------- | -------------------------------- | -------------------- |
| Núm                  | Ciclista                         | Pos                  |
| 71                   | Puck Pieterse (NED)              | 2n                   |
| 72                   | Ceylin del Carmen Alvarado (NED) | DNF                  |
| 73                   | Sara Casasola (ITA)              | DNF                  |
| 74                   | Yara Kastelijn (NED)             | 10è                  |
| 75                   | Flora Perkins (GBR)              | 89è                  |
| 76                   | Pauliena Rooijakkers (NED)       | 13è                  |

| AG Insurance-Soudal Team AGS | AG Insurance-Soudal Team AGS    | AG Insurance-Soudal Team AGS |
| ---------------------------- | ------------------------------- | ---------------------------- |
| Núm                          | Ciclista                        | Pos                          |
| 81                           | Kimberley Le Court (MRI) (ruta) | 1r                           |
| 82                           | Mireia Benito Pellicer (ESP)    | 35è                          |
| 83                           | Lore De Schepper (BEL)          | 20è                          |
| 84                           | Ashleigh Moolman (RSA) (ruta)   | DNF                          |
| 85                           | Julie Van de Velde (BEL)        | 53è                          |
| 86                           | Urška Žigart (SLO) (ruta)       | 38è                          |

| Movistar Team MOV | Movistar Team MOV        | Movistar Team MOV |
| ----------------- | ------------------------ | ----------------- |
| Núm               | Ciclista                 | Pos               |
| 91                | Liane Lippert (GER)      | 24è               |
| 92                | Sara Martín Martín (ESP) | DNF               |
| 93                | Mareille Meijering (NED) | 23è               |
| 94                | Paula Patiño (COL)       | 83è               |
| 95                | Marlen Reusser (SUI)     | 6è                |
| 96                | Claire Steels (GBR)      | 92è               |

| Team Picnic PostNL TPP | Team Picnic PostNL TPP  | Team Picnic PostNL TPP |
| ---------------------- | ----------------------- | ---------------------- |
| Núm                    | Ciclista                | Pos                    |
| 101                    | Marta Cavalli (ITA)     | 45è                    |
| 102                    | Francesca Barale (ITA)  | 60è                    |
| 103                    | Eleonora Ciabocco (ITA) | 27è                    |
| 104                    | Josie Nelson (GBR)      | 90è                    |
| 105                    | Becky Storrie (GBR)     | DNF                    |
| 106                    | Nienke Vinke (NED)      | 21è                    |

| Laboral Kutxa-Fundación Euskadi LKF | Laboral Kutxa-Fundación Euskadi LKF | Laboral Kutxa-Fundación Euskadi LKF |
| ----------------------------------- | ----------------------------------- | ----------------------------------- |
| Núm                                 | Ciclista                            | Pos                                 |
| 111                                 | Yanina Kuskova (UZB)                | 68è                                 |
| 112                                 | Iúlia Biriukova (UKR)               | 69è                                 |
| 113                                 | Ane Santesteban González (ESP)      | 56è                                 |
| 114                                 | Debora Silvestri (ITA)              | NP                                  |
| 115                                 | Alba Teruel Ribes (ESP)             | DNF                                 |
| 116                                 | Eneritz Vadillo Crespo (ESP)        | DNF                                 |

| Uno-X Mobility UXM | Uno-X Mobility UXM                 | Uno-X Mobility UXM |
| ------------------ | ---------------------------------- | ------------------ |
| Núm                | Ciclista                           | Pos                |
| 121                | Katrine Aalerud (NOR)              | 37è                |
| 122                | Solbjørk Anderson (DEN)            | 40è                |
| 123                | Simone Boilard (CAN)               | DNF                |
| 124                | Ingvild Gåskjenn (NOR)             | 28è                |
| 125                | Anouska Koster (NED)               | 63è                |
| 126                | Mie Bjørndal Ottestad (NOR) (ruta) | 64è                |

| St Michel-Preference Home-Auber 93 AUB | St Michel-Preference Home-Auber 93 AUB | St Michel-Preference Home-Auber 93 AUB |
| -------------------------------------- | -------------------------------------- | -------------------------------------- |
| Núm                                    | Ciclista                               | Pos                                    |
| 131                                    | Ségolène Thomas (FRA)                  | 44è                                    |
| 132                                    | Lucie Fityus (AUS)                     | DNF                                    |
| 133                                    | Adele Normand (CAN)                    | 78è                                    |
| 134                                    | Coline Raby (FRA)                      | DNF                                    |
| 135                                    | Ella Simpson (AUS)                     | DNF                                    |
| 136                                    | Emily Watts (AUS)                      | DNF                                    |

| Ceratizit Pro Cycling Team CTC | Ceratizit Pro Cycling Team CTC | Ceratizit Pro Cycling Team CTC |
| ------------------------------ | ------------------------------ | ------------------------------ |
| Núm                            | Ciclista                       | Pos                            |
| 141                            | Elena Hartmann (SUI)           | DNF                            |
| 142                            | Fariba Hashimi (AFG)           | DNF                            |
| 143                            | Marta Jaskulska (POL)          | DNF                            |
| 144                            | Célia Le Mouel (FRA)           | 73è                            |
| 145                            | Dilyxine Miermont (FRA)        | 34è                            |
| 146                            | Sarah Van Dam (CAN)            | 62è                            |

| VolkerWessels VWT | VolkerWessels VWT           | VolkerWessels VWT |
| ----------------- | --------------------------- | ----------------- |
| Núm               | Ciclista                    | Pos               |
| 151               | Eline Jansen (NED)          | DNF               |
| 152               | Anne Dijkstra (NED)         | 76è               |
| 153               | Laura Molenaar (NED)        | 59è               |
| 154               | Quinty Schoens (NED)        | 74è               |
| 155               | Margot Vanpachtenbeke (BEL) | 54è               |
| 156               | Bodine Vollering (NED)      | DNF               |

| Cofidis COF | Cofidis COF            | Cofidis COF |
| ----------- | ---------------------- | ----------- |
| Núm         | Ciclista               | Pos         |
| 161         | Julie Bego (FRA)       | 42è         |
| 162         | Flavie Boulais (FRA)   | DNF         |
| 163         | Victorie Guilman (FRA) | DNF         |
| 164         | Špela Kern (SLO)       | DNF         |
| 165         | Clara Koppenburg (GER) | DNF         |
| 166         | Nikola Nosková (CZE)   | DNF         |

| Arkéa-B&B Hotels Women ARK | Arkéa-B&B Hotels Women ARK  | Arkéa-B&B Hotels Women ARK |
| -------------------------- | --------------------------- | -------------------------- |
| Núm                        | Ciclista                    | Pos                        |
| 171                        | Lotte Claes (BEL)           | 61è                        |
| 172                        | Laura Asencio (FRA)         | 86è                        |
| 173                        | Valentina Cavallar (AUT)    | 39è                        |
| 174                        | Maaike Coljé (NED)          | DNF                        |
| 175                        | Danielle De Francesco (AUS) | DNF                        |
| 176                        | Titia Ryo (FRA)             | DNF                        |

| Liv AlUla Jayco LIV | Liv AlUla Jayco LIV         | Liv AlUla Jayco LIV |
| ------------------- | --------------------------- | ------------------- |
| Núm                 | Ciclista                    | Pos                 |
| 181                 | Silke Smulders (NED)        | 93è                 |
| 182                 | Ruby Roseman-Gannon (AUS)   | 87è                 |
| 183                 | Quinty Ton (NED)            | 72è                 |
| 184                 | Anna Trevisi (ITA)          | DNF                 |
| 185                 | Monica Trinca Colonel (ITA) | 8è                  |

| Roland CGS | Roland CGS            | Roland CGS |
| ---------- | --------------------- | ---------- |
| Núm        | Ciclista              | Pos        |
| 191        | Morgane Coston (FRA)  | 85è        |
| 192        | Giulia Giuliani (ITA) | 82è        |
| 193        | Petra Stiasny (SUI)   | 43è        |
| 194        | Sylvie Swinkels (NED) | 94è        |

| Team Coop-Repsol HPU | Team Coop-Repsol HPU  | Team Coop-Repsol HPU |
| -------------------- | --------------------- | -------------------- |
| Núm                  | Ciclista              | Pos                  |
| 201                  | India Grangier (FRA)  | 71è                  |
| 202                  | Stine Dale (NOR)      | 58è                  |
| 203                  | Tiril Jørgensen (NOR) | 30è                  |
| 204                  | Stina Kagevi (SWE)    | 57è                  |
| 205                  | Magdalene Lind (NOR)  | 77è                  |
| 206                  | Mari Hole Mohr (NOR)  | DNF                  |

| Winspace Orange Seal WOS | Winspace Orange Seal WOS | Winspace Orange Seal WOS |
| ------------------------ | ------------------------ | ------------------------ |
| Núm                      | Ciclista                 | Pos                      |
| 211                      | Karolina Perekitko (POL) | 33è                      |
| 212                      | Marine Allione (FRA)     | 75è                      |
| 213                      | Camille Fahy (FRA)       | DNF                      |
| 214                      | Nadia Gontova (CAN)      | 80è                      |
| 215                      | Florence Normand (CAN)   | DNF                      |
| 216                      | Constance Valentin (FRA) | 55è                      |

| Lotto Ladies LOL | Lotto Ladies LOL            | Lotto Ladies LOL |
| ---------------- | --------------------------- | ---------------- |
| Núm              | Ciclista                    | Pos              |
| 221              | Audrey De Keersmaeker (BEL) | 29è              |
| 222              | Maureen Arens (NED)         | DNF              |
| 223              | Dina Boels (BEL)            | DNF              |
| 224              | Esmée Gielkens (BEL)        | DNF              |
| 225              | Anna van Wersch (NED)       | 67è              |
| 226              | Lani Wittevrongel (BEL)     | DNF              |

| DD Group Pro Cycling DDG | DD Group Pro Cycling DDG | DD Group Pro Cycling DDG |
| ------------------------ | ------------------------ | ------------------------ |
| Núm                      | Ciclista                 | Pos                      |
| 231                      | Manon De Boer (NED)      | DNF                      |
| 232                      | Chloé Desmet (BEL)       | DNF                      |
| 233                      | Ilse Grit (NED)          | DNF                      |
| 234                      | Cleo Kiekens (BEL)       | DNF                      |
| 235                      | Vera Tieleman (NED)      | DNF                      |
| 236                      | Julie Vlyminck (BEL)     | NP                       |

| FDJ-Suez TFS | FDJ-Suez TFS                 | FDJ-Suez TFS |
| ------------ | ---------------------------- | ------------ |
| Núm          | Ciclista                     | Pos          |
| 1            | Demi Vollering (NED)         | 3r           |
| 2            | Elise Chabbey (SUI)          | 15è          |
| 3            | Léa Curinier (FRA)           | 51è          |
| 4            | Juliette Labous (FRA) (ruta) | 19è          |
| 5            | Évita Muzic (FRA)            | 16è          |
| 6            | Églantine Rayer (FRA)        | 70è          |

| UAE Team ADQ UAD | UAE Team ADQ UAD                  | UAE Team ADQ UAD |
| ---------------- | --------------------------------- | ---------------- |
| Núm              | Ciclista                          | Pos              |
| 11               | Elisa Longo Borghini (ITA) (ruta) | 48è              |
| 12               | Brodie Chapman (AUS)              | DNF              |
| 13               | Erica Magnaldi (ITA)              | 18è              |
| 14               | Silvia Persico (ITA)              | DNF              |
| 15               | Maëva Squiban (FRA)               | 49è              |
| 16               | Greta Marturano (ITA)             | 52è              |

| Canyon//SRAM zondacrypto CSZ | Canyon//SRAM zondacrypto CSZ | Canyon//SRAM zondacrypto CSZ |
| ---------------------------- | ---------------------------- | ---------------------------- |
| Núm                          | Ciclista                     | Pos                          |
| 21                           | Katarzyna Niewiadoma (POL)   | 9è                           |
| 22                           | Chloé Dygert (USA)           | NP                           |
| 23                           | Cecilie Uttrup Ludwig (DEN)  | 41è                          |
| 24                           | Antonia Niedermaier (GER)    | 14è                          |
| 25                           | Soraya Paladin (ITA)         | 66è                          |
| 26                           | Alice Towers (GBR)           | 91è                          |

| SD Worx-Protime SDW | SD Worx-Protime SDW        | SD Worx-Protime SDW |
| ------------------- | -------------------------- | ------------------- |
| Núm                 | Ciclista                   | Pos                 |
| 31                  | Lotte Kopecky (BEL) (ruta) | 5è                  |
| 32                  | Mischa Bredewold (NED)     | 46è                 |
| 33                  | Femke Gerritse (NED)       | 47è                 |
| 34                  | Steffi Häberlin (SUI)      | 26è                 |
| 35                  | Mikayla Harvey (NZL)       | 84è                 |
| 36                  | Anna van der Breggen (NED) | 11è                 |

| EF Education-Oatly EFC | EF Education-Oatly EFC        | EF Education-Oatly EFC |
| ---------------------- | ----------------------------- | ---------------------- |
| Núm                    | Ciclista                      | Pos                    |
| 41                     | Cédrine Kerbaol (FRA)         | 4t                     |
| 42                     | Nina Berton (LUX)             | DNF                    |
| 43                     | Henrietta Christie (NZL)      | DNF                    |
| 44                     | Kristen Faulkner (USA) (ruta) | 25è                    |
| 45                     | Magdeleine Vallieres (CAN)    | 65è                    |

| Team Visma \| Lease a Bike TVL | Team Visma \| Lease a Bike TVL | Team Visma \| Lease a Bike TVL |
| ------------------------------ | ------------------------------ | ------------------------------ |
| Núm                            | Ciclista                       | Pos                            |
| 51                             | Pauline Ferrand-Prévot (FRA)   | 12è                            |
| 52                             | Marion Bunel (FRA)             | 22è                            |
| 53                             | Viktória Chladoňová (SVK)      | 50è                            |
| 54                             | Femke de Vries (NED)           | 31è                            |
| 55                             | Mijntje Geurts (NED)           | 88è                            |
| 56                             | Maud Oudeman (NED)             | 81è                            |

| Lidl-Trek LTK | Lidl-Trek LTK            | Lidl-Trek LTK |
| ------------- | ------------------------ | ------------- |
| Núm           | Ciclista                 | Pos           |
| 61            | Niamh Fisher-Black (NZL) | 7è            |
| 62            | Lizzie Deignan (GBR)     | DNF           |
| 63            | Riejanne Markus (NED)    | 36è           |
| 64            | Amanda Spratt (AUS)      | 17è           |
| 65            | Shirin van Anrooij (NED) | 79è           |
| 66            | Ellen van Dijk (NED)     | 32è           |

| Fenix-Deceuninck FDC | Fenix-Deceuninck FDC             | Fenix-Deceuninck FDC |
| -------------------- | -------------------------------- | -------------------- |
| Núm                  | Ciclista                         | Pos                  |
| 71                   | Puck Pieterse (NED)              | 2n                   |
| 72                   | Ceylin del Carmen Alvarado (NED) | DNF                  |
| 73                   | Sara Casasola (ITA)              | DNF                  |
| 74                   | Yara Kastelijn (NED)             | 10è                  |
| 75                   | Flora Perkins (GBR)              | 89è                  |
| 76                   | Pauliena Rooijakkers (NED)       | 13è                  |

| AG Insurance-Soudal Team AGS | AG Insurance-Soudal Team AGS    | AG Insurance-Soudal Team AGS |
| ---------------------------- | ------------------------------- | ---------------------------- |
| Núm                          | Ciclista                        | Pos                          |
| 81                           | Kimberley Le Court (MRI) (ruta) | 1r                           |
| 82                           | Mireia Benito Pellicer (ESP)    | 35è                          |
| 83                           | Lore De Schepper (BEL)          | 20è                          |
| 84                           | Ashleigh Moolman (RSA) (ruta)   | DNF                          |
| 85                           | Julie Van de Velde (BEL)        | 53è                          |
| 86                           | Urška Žigart (SLO) (ruta)       | 38è                          |

| Movistar Team MOV | Movistar Team MOV        | Movistar Team MOV |
| ----------------- | ------------------------ | ----------------- |
| Núm               | Ciclista                 | Pos               |
| 91                | Liane Lippert (GER)      | 24è               |
| 92                | Sara Martín Martín (ESP) | DNF               |
| 93                | Mareille Meijering (NED) | 23è               |
| 94                | Paula Patiño (COL)       | 83è               |
| 95                | Marlen Reusser (SUI)     | 6è                |
| 96                | Claire Steels (GBR)      | 92è               |

| Team Picnic PostNL TPP | Team Picnic PostNL TPP  | Team Picnic PostNL TPP |
| ---------------------- | ----------------------- | ---------------------- |
| Núm                    | Ciclista                | Pos                    |
| 101                    | Marta Cavalli (ITA)     | 45è                    |
| 102                    | Francesca Barale (ITA)  | 60è                    |
| 103                    | Eleonora Ciabocco (ITA) | 27è                    |
| 104                    | Josie Nelson (GBR)      | 90è                    |
| 105                    | Becky Storrie (GBR)     | DNF                    |
| 106                    | Nienke Vinke (NED)      | 21è                    |

| Laboral Kutxa-Fundación Euskadi LKF | Laboral Kutxa-Fundación Euskadi LKF | Laboral Kutxa-Fundación Euskadi LKF |
| ----------------------------------- | ----------------------------------- | ----------------------------------- |
| Núm                                 | Ciclista                            | Pos                                 |
| 111                                 | Yanina Kuskova (UZB)                | 68è                                 |
| 112                                 | Iúlia Biriukova (UKR)               | 69è                                 |
| 113                                 | Ane Santesteban González (ESP)      | 56è                                 |
| 114                                 | Debora Silvestri (ITA)              | NP                                  |
| 115                                 | Alba Teruel Ribes (ESP)             | DNF                                 |
| 116                                 | Eneritz Vadillo Crespo (ESP)        | DNF                                 |

| Uno-X Mobility UXM | Uno-X Mobility UXM                 | Uno-X Mobility UXM |
| ------------------ | ---------------------------------- | ------------------ |
| Núm                | Ciclista                           | Pos                |
| 121                | Katrine Aalerud (NOR)              | 37è                |
| 122                | Solbjørk Anderson (DEN)            | 40è                |
| 123                | Simone Boilard (CAN)               | DNF                |
| 124                | Ingvild Gåskjenn (NOR)             | 28è                |
| 125                | Anouska Koster (NED)               | 63è                |
| 126                | Mie Bjørndal Ottestad (NOR) (ruta) | 64è                |

| St Michel-Preference Home-Auber 93 AUB | St Michel-Preference Home-Auber 93 AUB | St Michel-Preference Home-Auber 93 AUB |
| -------------------------------------- | -------------------------------------- | -------------------------------------- |
| Núm                                    | Ciclista                               | Pos                                    |
| 131                                    | Ségolène Thomas (FRA)                  | 44è                                    |
| 132                                    | Lucie Fityus (AUS)                     | DNF                                    |
| 133                                    | Adele Normand (CAN)                    | 78è                                    |
| 134                                    | Coline Raby (FRA)                      | DNF                                    |
| 135                                    | Ella Simpson (AUS)                     | DNF                                    |
| 136                                    | Emily Watts (AUS)                      | DNF                                    |

| Ceratizit Pro Cycling Team CTC | Ceratizit Pro Cycling Team CTC | Ceratizit Pro Cycling Team CTC |
| ------------------------------ | ------------------------------ | ------------------------------ |
| Núm                            | Ciclista                       | Pos                            |
| 141                            | Elena Hartmann (SUI)           | DNF                            |
| 142                            | Fariba Hashimi (AFG)           | DNF                            |
| 143                            | Marta Jaskulska (POL)          | DNF                            |
| 144                            | Célia Le Mouel (FRA)           | 73è                            |
| 145                            | Dilyxine Miermont (FRA)        | 34è                            |
| 146                            | Sarah Van Dam (CAN)            | 62è                            |

| VolkerWessels VWT | VolkerWessels VWT           | VolkerWessels VWT |
| ----------------- | --------------------------- | ----------------- |
| Núm               | Ciclista                    | Pos               |
| 151               | Eline Jansen (NED)          | DNF               |
| 152               | Anne Dijkstra (NED)         | 76è               |
| 153               | Laura Molenaar (NED)        | 59è               |
| 154               | Quinty Schoens (NED)        | 74è               |
| 155               | Margot Vanpachtenbeke (BEL) | 54è               |
| 156               | Bodine Vollering (NED)      | DNF               |

| Cofidis COF | Cofidis COF            | Cofidis COF |
| ----------- | ---------------------- | ----------- |
| Núm         | Ciclista               | Pos         |
| 161         | Julie Bego (FRA)       | 42è         |
| 162         | Flavie Boulais (FRA)   | DNF         |
| 163         | Victorie Guilman (FRA) | DNF         |
| 164         | Špela Kern (SLO)       | DNF         |
| 165         | Clara Koppenburg (GER) | DNF         |
| 166         | Nikola Nosková (CZE)   | DNF         |

| Arkéa-B&B Hotels Women ARK | Arkéa-B&B Hotels Women ARK  | Arkéa-B&B Hotels Women ARK |
| -------------------------- | --------------------------- | -------------------------- |
| Núm                        | Ciclista                    | Pos                        |
| 171                        | Lotte Claes (BEL)           | 61è                        |
| 172                        | Laura Asencio (FRA)         | 86è                        |
| 173                        | Valentina Cavallar (AUT)    | 39è                        |
| 174                        | Maaike Coljé (NED)          | DNF                        |
| 175                        | Danielle De Francesco (AUS) | DNF                        |
| 176                        | Titia Ryo (FRA)             | DNF                        |

| Liv AlUla Jayco LIV | Liv AlUla Jayco LIV         | Liv AlUla Jayco LIV |
| ------------------- | --------------------------- | ------------------- |
| Núm                 | Ciclista                    | Pos                 |
| 181                 | Silke Smulders (NED)        | 93è                 |
| 182                 | Ruby Roseman-Gannon (AUS)   | 87è                 |
| 183                 | Quinty Ton (NED)            | 72è                 |
| 184                 | Anna Trevisi (ITA)          | DNF                 |
| 185                 | Monica Trinca Colonel (ITA) | 8è                  |

| Roland CGS | Roland CGS            | Roland CGS |
| ---------- | --------------------- | ---------- |
| Núm        | Ciclista              | Pos        |
| 191        | Morgane Coston (FRA)  | 85è        |
| 192        | Giulia Giuliani (ITA) | 82è        |
| 193        | Petra Stiasny (SUI)   | 43è        |
| 194        | Sylvie Swinkels (NED) | 94è        |

| Team Coop-Repsol HPU | Team Coop-Repsol HPU  | Team Coop-Repsol HPU |
| -------------------- | --------------------- | -------------------- |
| Núm                  | Ciclista              | Pos                  |
| 201                  | India Grangier (FRA)  | 71è                  |
| 202                  | Stine Dale (NOR)      | 58è                  |
| 203                  | Tiril Jørgensen (NOR) | 30è                  |
| 204                  | Stina Kagevi (SWE)    | 57è                  |
| 205                  | Magdalene Lind (NOR)  | 77è                  |
| 206                  | Mari Hole Mohr (NOR)  | DNF                  |

| Winspace Orange Seal WOS | Winspace Orange Seal WOS | Winspace Orange Seal WOS |
| ------------------------ | ------------------------ | ------------------------ |
| Núm                      | Ciclista                 | Pos                      |
| 211                      | Karolina Perekitko (POL) | 33è                      |
| 212                      | Marine Allione (FRA)     | 75è                      |
| 213                      | Camille Fahy (FRA)       | DNF                      |
| 214                      | Nadia Gontova (CAN)      | 80è                      |
| 215                      | Florence Normand (CAN)   | DNF                      |
| 216                      | Constance Valentin (FRA) | 55è                      |

| Lotto Ladies LOL | Lotto Ladies LOL            | Lotto Ladies LOL |
| ---------------- | --------------------------- | ---------------- |
| Núm              | Ciclista                    | Pos              |
| 221              | Audrey De Keersmaeker (BEL) | 29è              |
| 222              | Maureen Arens (NED)         | DNF              |
| 223              | Dina Boels (BEL)            | DNF              |
| 224              | Esmée Gielkens (BEL)        | DNF              |
| 225              | Anna van Wersch (NED)       | 67è              |
| 226              | Lani Wittevrongel (BEL)     | DNF              |

| DD Group Pro Cycling DDG | DD Group Pro Cycling DDG | DD Group Pro Cycling DDG |
| ------------------------ | ------------------------ | ------------------------ |
| Núm                      | Ciclista                 | Pos                      |
| 231                      | Manon De Boer (NED)      | DNF                      |
| 232                      | Chloé Desmet (BEL)       | DNF                      |
| 233                      | Ilse Grit (NED)          | DNF                      |
| 234                      | Cleo Kiekens (BEL)       | DNF                      |
| 235                      | Vera Tieleman (NED)      | DNF                      |
| 236                      | Julie Vlyminck (BEL)     | NP                       |